# دکتر زنان دوجانبه

صحنه‌ای از فیلم

دکتر زنان دوجانبه (ایتالیایی: Il ginecologo della mutua) فیلمی در سبک کمدی سکسی سبک ایتالیایی به کارگردانی جو داماتو است که در سال ۱۹۷۶ ساخته و در ۱۱ فوریهٔ ۱۹۷۷ منتشر شد.

## گزیدهٔ بازیگران
- رنتسو مونتانیانی
- پائولا سناتوره
- ماسیمو سراتو
- تونی اوچی
- ریکاردو سالوینو
- ایزابلا بیاجینی
- ماریو کاروتنوتو
- آلدو فابریتسی
- لورن د سله
- مارینا هدمن
- آنا بونایووتو
- دیرچه فوناری
- آنا ملیتا